# Anne-Françoise Moreau
Anne-Françoise Moreau, de nom religiós Maria de Sant Just, nascuda a Rouans el 9 d'abril de 1866 i morta decapitada el 9 de juliol de 1900 a Taiyuan, a la província de Shanxi (Xina), és una religiosa de la Congregació de les Franciscanes Missioneres de Maria, canonitzada per Joan Pau II el 2000. La seva festa, amb els 120 màrtirs de la Xina, és el 9 de juliol.

## Biografia
Va néixer el 9 d'abril de 1866 al petit poble de la Faye, al departament del Loira Atlàntic. El seu pare, un agricultor força ric, era conegut al poble per la seva caritat i el seu ajut per als necessitats. Encara jove, perd el seu pare i hagué de responsabilitzar-se de la venda de productes agrícoles. Però ja sent la crida per sortir de casa. «Em sembla», va dir un dia a un cosí, « que Déu em demana que faci alguna cosa fantàstica. Vull anar a la Xina, donar la meva vida als xinesos». La seva mare s'oposà a la seva vocació i volia que tingués un bon matrimoni, però Anne seguí ferma. Fins i tot sense acomiadar-se dea la seva família, va marxar al noviciat el 1890. Va començar la seva vida religiosa amb entusiasme tot i que el seu cor desapareixia de la separació de la seva família. I després arribà la prova: dubtà de la seva vocació, que ja no li semblava tan atractiva, i ja no sentia el mateix zel apostòlic. El treball senzill i poc espectacular que se li demanava li semblava insuportable ... El futur l'espanta, pateix escrúpols, dubtes sobre la presència de Jesús en l'Eucaristia...
La mort de la seva mare s'afegí al seu dolor, però la voluntat de Déu s'havia convertit en la seva força. A Vanves va aprendre a utilitzar màquines d'impressió, a fer sabates per a les germanes i va fer mil treballs petits per ajudar i donar suport a la comunitat.
Després dels seus vots perpetus, va ser enviada a la Xina. Descrigué el viatge amb humor i, a l'arribada, posà tots els seus talents al servei de la comunitat i dels orfes. Escrigué: «Em sembla que sempre he viscut aquí. Agraeixo a la Mare de Déu que sempre he respost, i és un consol per a mi dir-li, Mare, que els meus judicis han acabat'».
Però en esclatar la revolta dels bòxers, el governador de la província prohibí la pràctica del cristianisme. Les religioses, (Marie-Amandine, Marie-Hermine de Jésus, Maria de la Pau, Maria de Santa Natàlia, Maria Clara i Marie-Adolphine) a més d'altres missioners (monsenyor Fogolla, el pare Élie Facchini i el vicari apostòlic, Grégoire Grassi), van ser detingudes el 6 de juliol de 1900 i decapitades tres dies després. Abans de morir van cantar conjuntament el Te Deum
Van ser beatificada amb les seves companyes pel Papa Pius XII el 27 de novembre de 1946 i canonitzada pel Papa Joan Pau II l'1 d'octubre del 2000. La seva festa se celebra el 9 de juliol.